# Sperrstelle Sonceboz

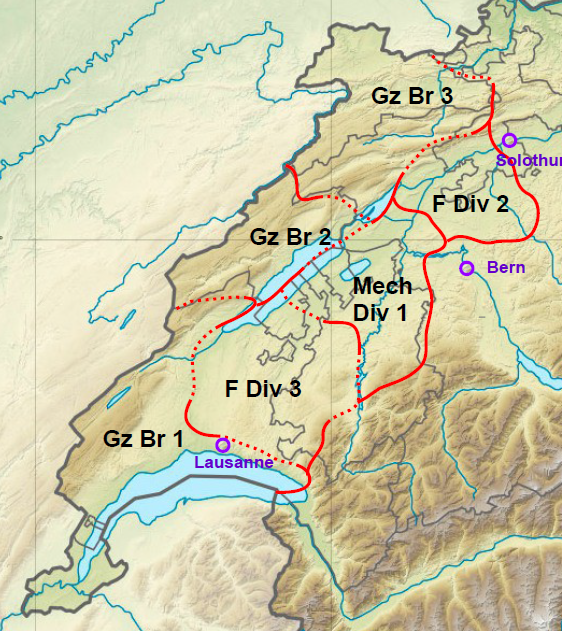
Sektor der Grenzbrigade Gz Br 3 (1992)

Die Sperrstelle Sonceboz (Armeebezeichnung Nr. 343) war eine Verteidigungsstellung der Schweizer Armee. Sie befindet sich  zwischen Tournedos und La Vignerolle östlich von Sonceboz. Die Sperrstelle Frinvillier Reuchenette-Rondchâtel (Nr. 346) bildet die südliche Fortsetzung der Sperrstelle Sonceboz. 
Die Sperren wurden durch die Grenzbrigade 2 geplant und realisiert, die ab 1947 der Grenzbrigade 3 unterstellt waren. Die beiden Sperrstellen gelten als militärisches Denkmal von nationaler Bedeutung.

## Grenzschutz
Von 1936 bis 1939 wurden die Befestigungen an der Schweizer Grenze von Freiwilligenkompanien für jeweils ein Jahr bewacht. Ab März 1939 bauten die Grenzschutztruppen in ihrem Sektor Panzersperren und am 29. August gleichen Jahres traten sie in den Aktivdienst ein. Die Truppen begannen sofort mit dem Bau der Grenzbefestigungen.
Die erste Verteidigungslinie der Grenzbrigade 3 befand sich mit zwei kleinen Artilleriewerken auf dem Massiv von Les Rangiers, im rechten Teil des Sektors. Mit der Armee 61 wurde das Verteidigungsdispositiv der Grenzbrigaden durch Kugelbunker, Atomschutzunterstände und Zwillingsminenwerfer ergänzt.

## Sperrstelle Sonceboz
Die Sperrstelle Sonceboz umfasste ursprünglich 20 Objekte. In einer Studie von 1895 wurde sie als strategisches Zentrum der Verteidigung des Berner Juras erwähnt. Sie hatte die Strassen vom St.Imier- und Dachsfeldertal in Richtung Biel-Bienne zu sperren.

Strasse und Eisenbahntunnel bei Tournedos

Die erste Sperrgruppe bei Tournedos besteht aus vier Infanteriebunkern, zwei Unterständen, zwei Hindernissen sowie zwei Barrikaden in der Eisenbahnlinie. Die zweite beherrschte südlich davon mit einem Geländepanzerhindernis, einer Panzerbarrikade in der Strasse und einem Infanteriebunker das Gelände und die Wege vor La Vignerolle. Die dritte Gruppe sperrte mit einem Hindernis und einem Infanteriebunker den Weg vor Métairie. 1940 wurde der Bau der Sperre mit der Tankmauer begonnen und bis 1985 entstanden weitere Werke.
- Infanteriebunker Tourendes Sud A 1580 Sonceboz
- Infanteriebunker Tournedos Est A 1581 Sonceboz ⊙
- Infanteriebunker Tourendes Nord A 1582 Sonceboz ⊙
- Infanteriebunker La Vignerole A 1583 Sonceboz ⊙
- Infanteriebunker La Vignerole Est A 1585 Sonceboz ⊙
- Barrikade Bahn ⊙
- Sperre Porte des Enfers 344 ⊙

## Sperrstelle Frinvillier
Die Sperrstelle Frinvillier ist eine typische Klussperre und hatte die Anmarschstrasse nach Biel zu verteidigen. Sie umfasste 23 Objekte.
Beim nördlichen Kluseingang (Reuchenette) befinden sich zwei Felswerke zur Verteidigung der ehemaligen Panzersperre in der Strasse. Südlich, unterhalb von Rondchâtel, liegen zwei Infanteriewerke, fünf Unterstände, ein Kompanie-Kommandoposten, fünf Panzerbarrikaden in der Strasse und eine Panzerbarrikade in der Bahnlinie.

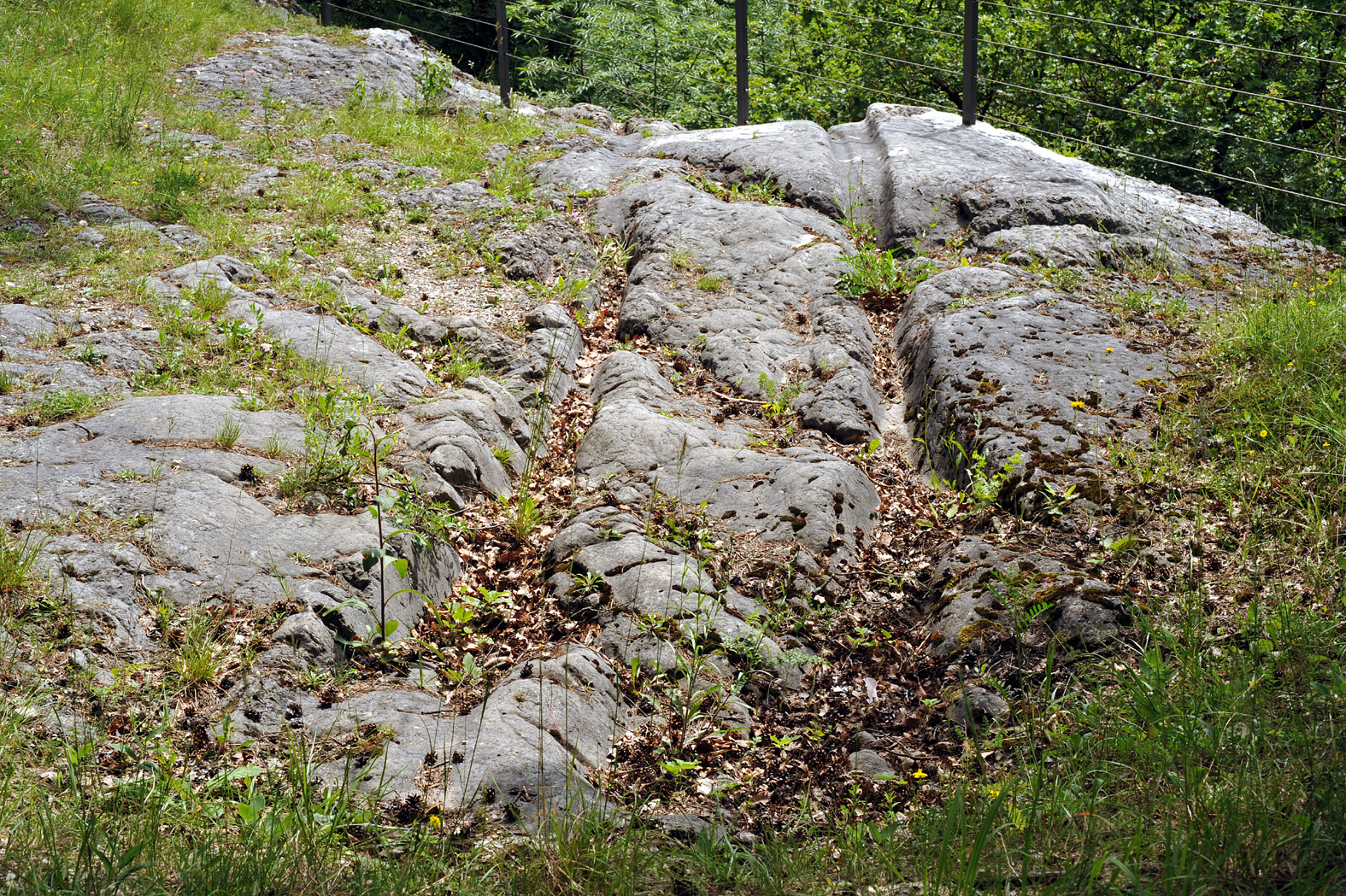
Der obere Ausgang des Werks A 1592 liegt neben diesem Stück Römerstrasse beim Martinsklafter

Bei Rondchâtel («Geissrücken») oberhalb Frinvillier bezeugen die Grundmauern eines römischen Wachtturms die wichtige strategische Lage.
- Infanteriewerk La Reuchenette Est ⊙
- Infanteriewerk La Reuchenette Ouest ⊙
- Infanteriewerk Frinvillier Tunnel A 1592: Mg 51, 9cm PAK ⊙
- Infanteriewerk Frinvillier Ouest A 1593: 2 Lmg, Mg, 2 Ik ⊙

## Sperrstelle St. Brais-La Roche
Die Sperrstelle Saint-Brais sperrte die Strasse zwischen Delsberg und Saignelégier beim Engnis «La Roche».
- Unterstand St.Brais-La Roche Nord A 1509 ⊙
- Infanteriebunker St. Brais-La Roche Nord A 1510 ⊙
- Infanteriewerk St.Brais-La Roche A 1512: 2 Ik, Pak, 2 Mg ⊙
- Infanteriewerk St.Brais-La Roche Ouest A 1513 ⊙
- Infanteriewerk St.Brais-Le Chésal A 1515: 4 Ik, 4 Lmg ⊙
- Infanteriebunker St.Brais-Le Péquie A 1516 (abgerissen) ⊙
- Infanteriebunker Perrefitte	⊙
- Infanteriewerke Le Pichoux 357 A 15xx	⊙
- Infanteriewerk Le Pichoux 357 A 15xx ⊙

## Sperrstelle Goumois
Die Sperrstelle Goumois JU wurde auf der Strasse vom Grenzort Goumois nach Saignelégier bei Les Auges und bei La Retenue durch die Grenzbrigade 2 (ab 1947 war sie der Grenzbrigade 3 zugeteilt) erstellt.
- Infanteriebunker Malnuit Est A 1529
- Infanteriebunker Malnuit Sudest  A 1530 ⊙
- Barrikade Strasse  T 909 ⊙
- Unterstand Les Auges Sud A 1533		⊙
- Unterstand Les Auges Sud A 1534		⊙
- Infanteriebunker Les Auges Est A 1537		⊙
- Infanteriebunker Les Auges Ouest A 1538		⊙
- Infanteriebunker La Retenue Sud A 1539		⊙
- Infanteriebunker La Retenue Sud-Ouest A 1540		⊙
- Sprengobjekt Strasse M0230		⊙
- Sprengobjekt Brücke Doubs M0228		⊙
- Infanteriebunker Petite Douanne A 1570		⊙
- Infanteriebunker Petite Douanne A1571		⊙

## Sperrstelle Les Pontins
Die Sperrstelle Les Pontins (Nr. 334) sperrte die Strasse nach Saint-Imier.
- Unterstand (Kaverne) Les Pontins A 1563	⊙
- Infanteriewerk Les Pontins A 1564	⊙
- Infanteriewerk Les Pontins A 1565		⊙

## Sperrstelle Pont des Anabaptistes
Der Pont des Anabaptistes (Nr. 340, Täuferbrücke) befindet sich in der Gemeinde Corgémont. Dazu gehörten die Werke in der Schlucht und westlich davon auf der Höhe.
- Infanteriebunker Pont des Anabaptistes (westlich) A 1572 ⊙
- Infanteriebunker Pont des Anabaptistes (westlich) A 1573 ⊙
- Infanteriebunker Pont des Anabaptistes A 1574	⊙
- Infanteriebunker Pont des Anabaptistes A 1575	⊙
- Infanteriebunker «Malakoff» La Chaux-de-Fonds (2021 abgebrochen) ⊙[8]